# Vilnis Baltiņš
Vilnis Baltiņš, también escrito como Villi Baltins o Vilnis Baltinsh, es un deportista soviético que compitió en piragüismo en la modalidad de aguas tranquilas. Ganó una medalla de oro en el Campeonato Mundial de Piragüismo de 1966 en la prueba de K1 4 × 500 m.

## Palmarés internacional
| Campeonato Mundial | Campeonato Mundial    | Campeonato Mundial | Campeonato Mundial |
| Año                | Lugar                 | Medalla            | Evento             |
| ------------------ | --------------------- | ------------------ | ------------------ |
| 1966               | Berlín Oriental (RDA) | Medalla de oro     | K1 4 × 500 m       |